# ジョージ・タウンゼンド (初代タウンゼンド侯爵)
初代タウンゼンド侯爵・第4代タウンゼンド子爵ジョージ・タウンゼンド（英: George Townshend, 1st Marquess Townshend, 4th Viscount Townshend, PC、1724年2月28日 - 1807年9月14日）は、イギリスの陸軍軍人、政治家、貴族。
オーストリア継承戦争や七年戦争に従軍した。とりわけ七年戦争における1759年のエイブラハム平原の戦いでは英軍の総指揮官であった。ホイッグ党の政治家としても活躍し、アイルランド総督（在職1767年 - 1772年）や補給庁長官（在職1772年 - 1782年、1783年 - 1784年）を務めた。軍人としての最終階級は陸軍元帥である。
1764年に父から第4代タウンゼンド子爵の爵位を継承し、1787年にはタウンゼンド侯爵に叙される。

## 経歴

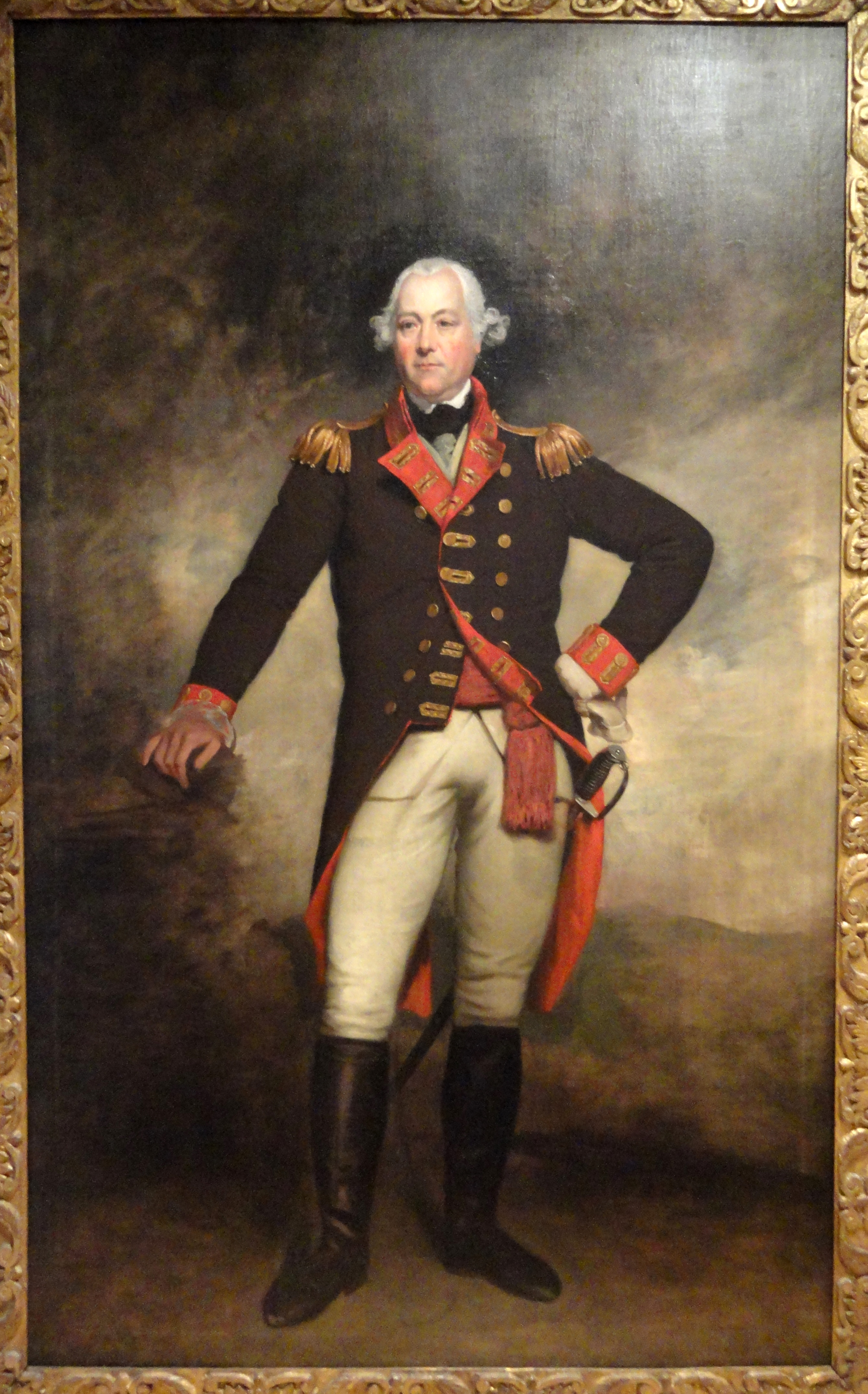
1786年頃にギルバート・ステュアートが描いたタウンゼンド卿の肖像画(カナダ・ロイヤルオンタリオ博物館所蔵)

1724年2月28日、第3代タウンゼンド子爵チャールズ・タウンゼンドとその妻オードリー(旧姓ハリソン)の長男として生まれる。
イートン校を経てケンブリッジ大学セント・ジョン・カレッジへ進学。1743年に陸軍に入隊。1745年4月には第7竜騎兵連隊の大尉となる。
1743年6月のオーストリア継承戦争のデッティンゲンの戦いで初の実戦経験を得た。1746年から1748年にかけてフランドルで戦う英軍の指揮を執るカンバーランド公ウィリアム・オーガスタスの副官(aide-de-Camp)を務めた。1746年4月のジャコバイト反乱のカロデンの戦いでもカンバーランド公の副官を務めた（この戦いでカンバーランド公は虐殺者として悪名をはせた）。1747年2月には第20歩兵連隊へ移籍し、同年7月にはオーストリア継承戦争のローフェルトの戦いに参戦した。
また同年から爵位を継承する1764年までノーフォーク選挙区から選出されてホイッグ党所属の庶民院議員を務めた。1748年2月25日に第1近衛歩兵連隊の部隊長(captain)となり、中佐(lieutenant colonel)に昇進した。1750年にカンバーランド公と対立したことで一時軍務を離れることになり、政治の仕事に集中した。1751年にはカンバーランド公の軍人としての能力の低さを批判するパンフレットを書いている。庶民院議員として1757年民兵法(Militia Act 1757)の成立に貢献した。
1758年4月に軍務に復帰。同年5月6日に大佐(colonel)に昇進し、1759年6月には第64歩兵連隊の連隊長(colonel)に就任するとともに七年戦争で旅団指揮官として戦地カナダへ派遣された。

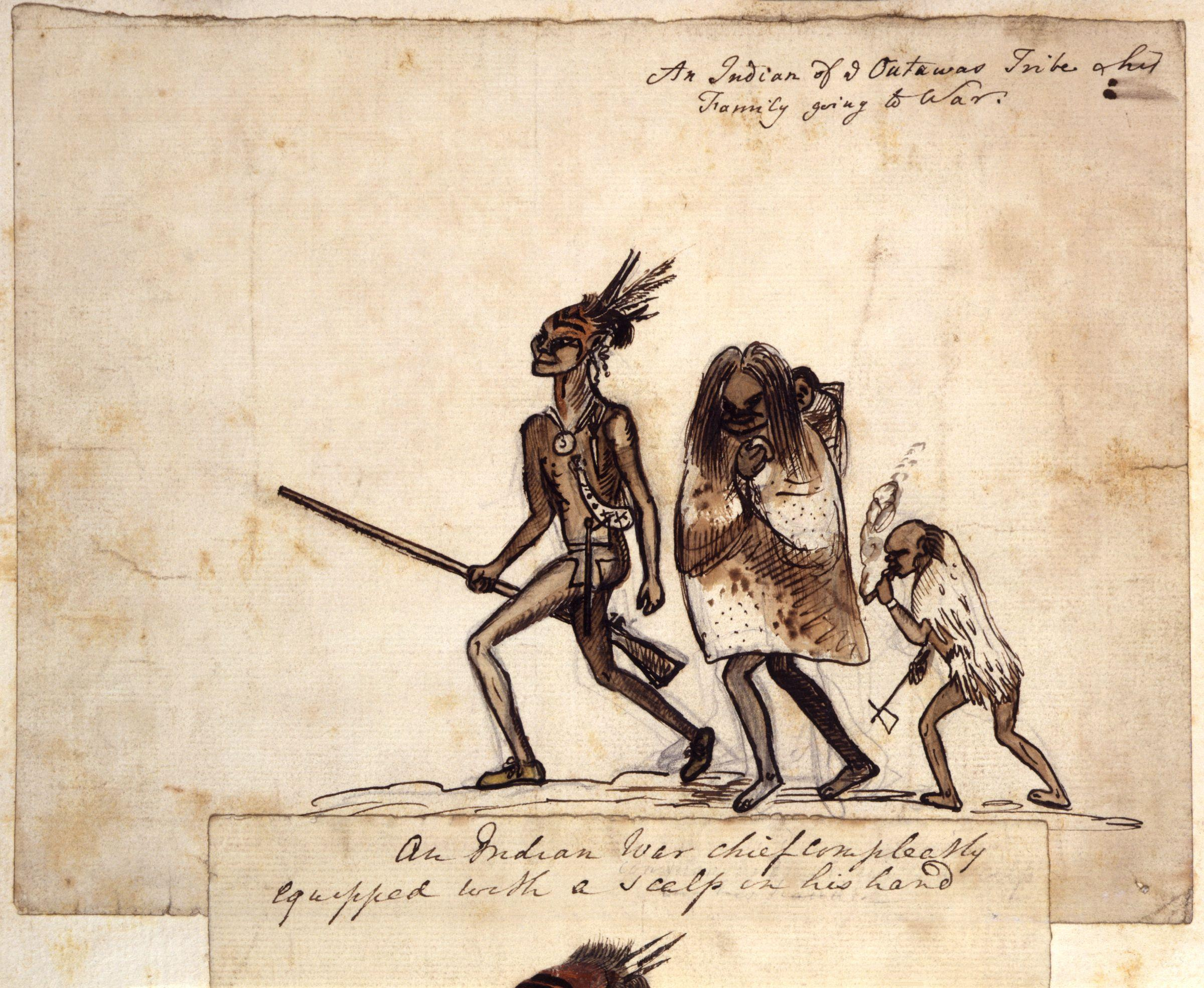
カナダで戦っていた頃にタウンゼンドが描いたインディアン

ケベックでジェームズ・ウルフ大将の指揮下にあったが、1759年9月13日のエイブラハム平原の戦いでウルフが戦死したため、代わって英軍の指揮をとり、同年9月18日にケベック・シティーの降伏を受諾した。1759年10月には第28歩兵連隊の連隊長(colonel)となり、1760年には枢密顧問官に列する。1761年3月6日には少将(major general)に昇進した。同年7月にはフィリングハウゼンの戦いに参加した。
1762年5月、スペインのポルトガル侵攻に際してポルトガル防衛のためイギリス・ポルトガル連合軍の師団の指揮を執った。
1763年3月にはジョージ・グレンヴィル内閣において補給庁副長官に就任。1764年5月には父の死によりタウンゼンド子爵位を継承し、貴族院議員に転じた。1767年8月にはチャタム伯爵(大ピット)内閣でアイルランド総督に就任。アイルランドにおける汚職撲滅と経済改善を目指した。
当時アイルランド議会は議会操作請負人と呼ばれる有力者に支配されており、彼らを抑制するために総督府ダブリン城に集まっている「城内派(Castle Party)」を支援・育成しようとしたが、議会操作請負人の激しい抵抗を受けて改革は十分な効果をあげなかった。アイルランド人民からの人気も全く上がらなかった。彼が嫌われていたのはイギリス本国に忠実で本国の都合でアイルランドを統治しようとするためだった。1770年4月30日に中将(lieutenant general)に昇進した。1772年9月にアイルランド総督を退任した。
1772年10月にはノース卿内閣で補給庁長官に就任。さらに1773年7月には第2近衛竜騎兵連隊の連隊長となった。1782年に第2代ロッキンガム侯爵チャールズ・ワトソン＝ウェントワースが首相となると補給庁長官を辞した。1783年にフォックス＝ノース連合内閣が成立すると補給庁長官に再任されたが、翌1784年に小ピットが政権を握ると再び辞職した。
1782年11月26日に大将(general)に昇進。1787年10月27日にグレートブリテン貴族爵位タウンゼンド侯爵に叙せられた。1792年2月にはノーフォーク知事に就任。1794年にはキングストン・アポン・ハル総督、翌1795年7月にはチェルシー王立病院総督に就任した。1796年7月30日には陸軍元帥に昇進した。
1807年9月14日にノーフォークの自邸レイナム・ホールで死去した。

## 栄典

### 爵位/準男爵位
1764年5月12日に父の死により以下の爵位・準男爵位を継承した。
- ノーフォーク州におけるレイナムの第4代タウンゼンド子爵 (4th Viscount Townshend, of Raynham in the County of Norfolk)

(1682年12月11日の勅許状によるイングランド貴族爵位)
- ノーフォーク州におけるリン・レジスの第4代タウンゼンド男爵 (4th Baron Townshend, of Lynn Regis in the County of Norfolk)

(1661年4月20日の勅許状によるイングランド貴族爵位)
- (ノーフォーク州におけるレイナム)第6代準男爵 (6th Baronet, "of Raynham, in the County of Norfolk")

(1617年4月16日の勅許状によるイングランド準男爵位)
1787年10月31日に以下の爵位に新規に叙せられる。
- 初代タウンゼンド侯爵 (1st Marquess Townshend)

(勅許状によるグレートブリテン貴族爵位)

## 家族

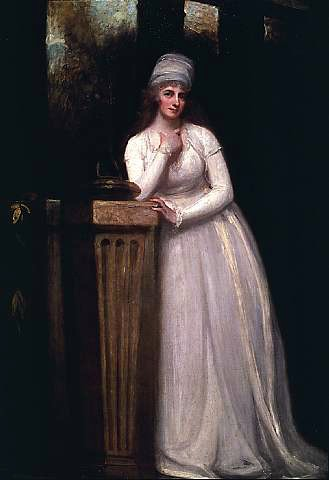
後妻のアン・モントゴメリー(1802年、ジョージ・ロムニー画)

1751年12月19日に第5代ノーサンプトン伯爵ジェイムズ・コンプトンの娘第15代シャートリーのフェラーズ女男爵シャーロット・コンプトン(-1770)と結婚した。彼女との間に以下の4男4女を儲ける。
- 長男ジョージ・タウンゼンド（英語版） (1755-1811)、第2代タウンゼンド侯爵位を継承。レスター伯爵に叙される
- 次男ジョン・タウンゼンド（英語版） (1757-1833)、庶民院議員。タウンゼンド侯爵位は4代侯以降彼の子孫が継承。
- 三男フレデリック・パトリック・タウンゼンド (1767-1836)、国教会聖職者
- 四男チャールズ・パトリック・トマス・タウンゼンド (1768-1796)
- 長女シャーロット・タウンゼンド、早世
- 次女キャロライン・タウンゼンド、早世
- 三女フランセス・タウンゼンド、早世
- 四女エリザベス・タウンゼンド (-1811)、ウィリアム・ロフタス（英語版）大将と結婚

1773年5月19日に初代準男爵サー・ウィリアム・モントゴメリーの娘アン・モントゴメリー(1752頃-1819)と結婚。アンは 1795年から1820年にかけて皇太子妃キャロラインの女官長を務めた。彼女との間に以下の1男4女を儲ける。
- 五男ジェイムズ・ニュージェント・ボイル・ベルナルド・タウンゼンド（英語版） (1785-1842)、庶民院議員
- 五女アン・タウンゼンド (-1826)
- 六女シャーロット・タウンゼンド (1776-1856)、第6代リーズ公爵ジョージ・オズボーンと結婚
- 七女ホノリア・タウンゼンド (1777–1826)
- 八女ハリエット・タウンゼンド (1782-1848)、第3代ド・ブラキエル男爵（英語版）ウィリアム・ド・ブラキエル大将と結婚